# Kraftwerk Küblis

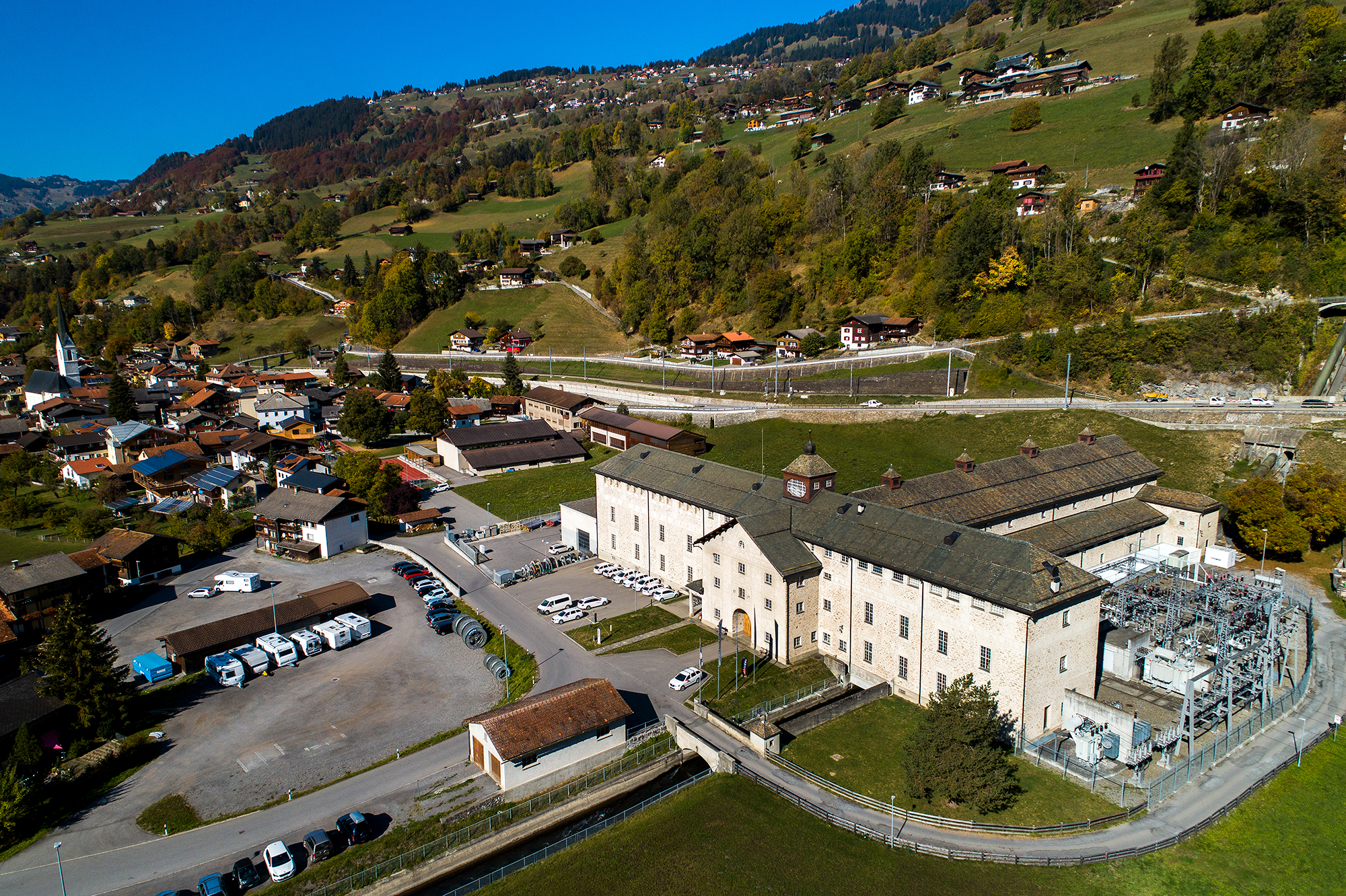
Im Luftbild ist die Kreuzform des Wasserkraftwerks Küblis erkennbar

Das Kraftwerk Küblis ist ein Wasserkraftwerk in der Schweiz. Die Kraftwerkzentrale befindet sich im Prättigau am östlichen Dorfrand von Küblis. Die Anlagen des Wasserkraftwerks wurden zwischen 1919 und 1922 im Auftrag der AG Bündner Kraftwerke gebaut. Architekt der Kraftwerkzentrale in Küblis war Nicolaus Hartmann. In Küblis wird das über die Kraftwerke Klosters und Schlappin eingeleitete Wasser zusammen mit Wasser aus den Fassungen der Landquart in Klosters und des Schanielabaches verarbeitet. Das Kraftwerk ist seit 2019 im Besitz der Repartner Produktions AG.

## Geschichte
Die ursprüngliche Besitzerin des Kraftwerks Küblis, die Bündner Kraftwerk AG, wurde 1918 gegründet. In der Gesellschaft waren 38 Gemeinden, der Kanton Graubünden, die Kantonalbank, öffentliche Kooperationen in Graubünden, juristische Personen und Private vertreten. Erklärtes Ziel der Gesellschaft war es, als einheitlicher Kraftproduzent aufzutreten und als solcher die gesamten bündnerischen Wasserkräfte zu verwerten. Möglichst schnell sollte ein Werk gebaut werden, das Strom produzierte für den Eigenbedarf des Kantons und den wirtschaftlich wichtigen Export. Diese Bedingungen sah man im Projekt der Kraftwerke Küblis in Verbindung mit dem Davosersee als Akkumulierungsbecken erfüllt. Durch die Einbeziehung des Schanielabachs konnte am 7. November 1921 erstmals Einphasenenergie an die Rhätische Bahn abgegeben werden. Im Oktober 1922 konnte nach nur zweieinhalbjähriger Projektierungs- und Bauzeit das gesamte Werk in Betrieb genommen werden. Von März bis Dezember 2005 wurde der Maschinensaal durch Vincenzo Cangemi, Architekt Chur, komplett umgebaut und die sechs Maschinen durch zwei neue Maschinengruppen mit je zwei Peltonturbinen und einem Generator ersetzt.

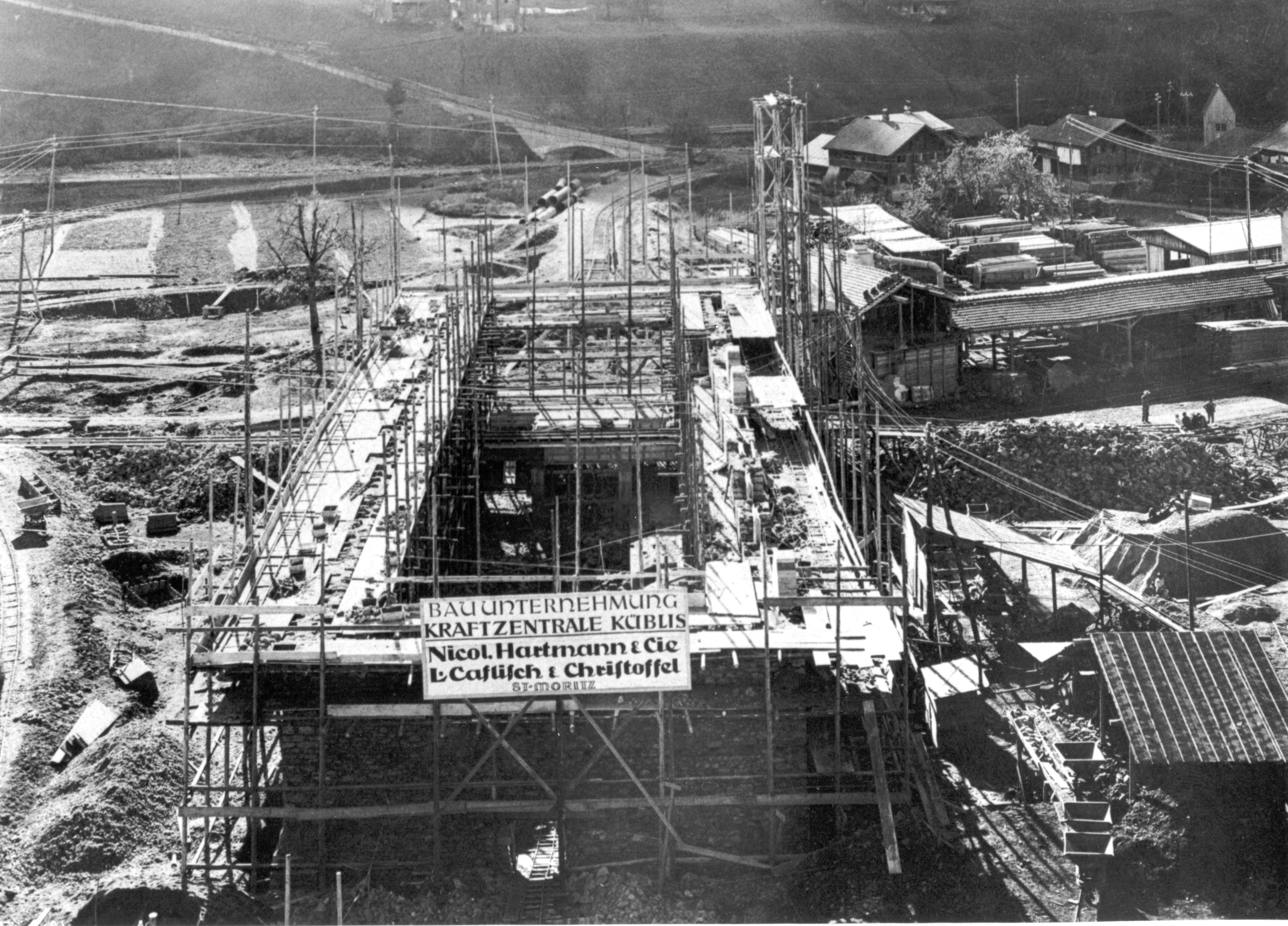
Für den Bau des Kraftwerks wurde ein Projektwettbewerb ausgeschrieben. Sieger des Projektwettbewerbs war der St. Moritzer Bauingenieur Nicolaus Hartmann. 1920

## Architektur
Verantwortlich für die architektonische Gestaltung der Kraftwerkzentrale Küblis ist Nicolaus Hartmann. Der St. Moritzer Architekt baute in den Zwanzigerjahren auch verschiedene Zentralen in der Valposchiavo. Darunter das Kraftwerk Palü und das Kraftwerk Cavaglia, die heute ebenfalls im Besitz der Bündner Energieversorgerin Repower sind. Die Bauherrschaft des Kraftwerks Küblis lud die drei bekanntesten Architekturbüros des Kantons zu einem Architekturwettbewerb ein und verlangte von diesen, es solle «ein Bau geschaffen werden, der bestmöglich dem heimatlichen Stil entspricht und harmonisch in die Landschaft passt. Daneben ist eine zweite Hauptforderung zu berücksichtigen: die äussere Gestaltung soll dem inneren Zweck, dem technischen Charakter der ganzen Anlage entsprechen».  Das Bauprojekt von Nicolaus Hartmann wurde 1922 vollendet. Die gewählte Gebäudeanordnung in Kreuzform war auf die betrieblichen Abläufe ausgerichtet: kurze Entfernungen für die Bedienung und einen möglichst geringen Personalbestand. Lage und Gliederung der Zentrale wurden weitgehend durch das Zürcher Ingenieurbüro Moor festgelegt. Insbesondere der Fassadenbau wird der doppelten Ausrichtung – regionale Einbindung und industrielles Selbstverständnis – gerecht: Über einem Stampfbetonsockel erhebt sich massiv gemauerter Tuffstein, der zwischen grobem Putz hervorscheint und auf traditionelle heimische Baukunst referiert. Erwin Poeschel würdigte die sakrale Architektur der Kraftwerkzentrale Küblis ausführlich. In diesem Bau sah er Technik und eine Geisteshaltung zur Architektur und zur Natur verbunden, von der zum Beispiel auch die alten Burgen und Engadiner Häuser geprägt sind. In den Jahren 2007-2008 wurde das Kraftwerk durch Vincenzo Cangemi Architekten Chur, umbebaut, gesamtsaniert und durch einen ostseitigen Werkhof erweitert.